# Alexander Stephens
Alexander Hamilton Stephens, född 11 februari 1812 i Crawfordville, Georgia, död 4 mars 1883 i Atlanta, var en amerikansk politiker som var Amerikas konfedererade staters vicepresident.

## Biografi
Stephens blev 1834 advokat, valdes 1836 in i delstaten Georgias legislatur och 1843 i USA:s representanthus, där han tillhörde Whigpartiets sydstatsgrupp. Han stödde 1850 års kompromiss i slaverifrågan och ledde 1852 den utbrytning av sydstatsmän ur whigpartiet, som orsakade partiets upplösning. Stephens lämnade 1859 kongressen och stödde, som anhängare av unionen, vid
presidentvalet 1860 Stephen A. Douglas kandidatur.
Trots dessa åsikter fick han 1861 vicepresidentposten i Amerikas konfedererade stater, som brutit sig ur unionen. Redan 1862 kom Stephens i konflikt med sydstatspresidenten Jefferson Davis om de enskilda staternas rättigheter och 1864 verkade han för fredsslut i det pågående amerikanska inbördeskriget. Efter nordstaternas slutliga seger 1865 hölls Stephens fängslad maj-oktober. Han verkade efter sin frigivning för en försoning mellan nordstater och sydstater. Han tillhörde 1873-1882 åter representanthuset och var 1882-1883 Georgias guvernör.
Sina starkt utpräglade åsikter om de enskilda staternas rättigheter sammanfattade Stephens i A constitutional view of the late war between the states (2 band, 1868-1870).